# クリスティアーネ・ゼーダー
クリスティアーネ・ゼーダー（Christiane Soeder、1975年1月15日 - ）は、ドイツ、レムシャイト出身で、オーストリア国籍の女子自転車競技（ロードレース）選手。

## 経歴
デュアスロンからの転身組。出身地ドイツにおけるデュアスロンの国内選手権大会では、1999年から2001年まで3連覇を果たした。また、デュアスロン世界選手権では、2000年に3位に入った。2002年に自転車競技に転身。2003年まではドイツで競技生活を送り、2004年からは拠点をオーストリアに移した。

## 主な実績
2003
 ドイツ選手権 個人タイムトライアル(ITT) 2位
 ドイツ選手権 個人ロードレース 2位
2004
 オーストリア選手権 ITT 優勝
 オーストリア選手権 個人ロードレース 優勝
2005
 オーストリア選手権 ITT 優勝
グランド・ブークル 総合3位、区間1勝
2006
 オーストリア選手権 ITT 優勝
 オーストリア選手権 個人ロードレース 優勝
2007
 オーストリア選手権 ITT 優勝
世界選手権・ITT 3位
2008
グランド・ブークル 総合優勝、区間1勝
ジーロングツアー 総合優勝
世界選手権・ITT 2位
北京オリンピック個人ロードレース 4位
2009
 オーストリア選手権 個人ロードレース 優勝
グランド・ブークル 総合2位